# تفجير كنيس المنشارة 1949
تفجير كنيس المنشارة هو الاعتداء الذي وقع مساء الجمعة 5 أغسطس 1949 بالقنابل على كنيس المنشارة في دمشق القديمة، وأفضى لمقتل 12 شخص من يهود سوريا وجرح 30 شخصًا آخرين؛ بعيد احتجاجات 1948، والتي استهدفت بدورها تجمعات اليهود السوريين، ويمكن اعتبارها بداية اندثار اليهود في المدينة. وقع الاعتداء ضمن حكم حسني الزعيم، والذي قام بزيارة الموقع، وأبدى رغبته التحقيق في الحادث، بكل الأحوال ففي 14 أغسطس تم خلع الزعيم، بانقلاب سامي الحناوي، وبذلك لم تتابع التحقيقات في القضية.